# Ironische Prozesse
Sogenannte Ironische Prozesse wurden in der Psychologie erstmals von dem Sozialpsychologen Daniel Wegner (1994) beschrieben. Sie treten beim Versuch der Gedankenunterdrückung auf. Das Objekt oder das Verhalten, das man in Gedanken zu vermeiden suchte, drängt sich gerade dann in den Vordergrund.

## Experimente
- Versuchsteilnehmer, die aufgefordert wurden, nicht an einen weißen Bären zu denken, erlebten eine verstärkte Intrusion genau dieses Bildes in den nachfolgenden Minuten.
- Versuchsteilnehmer, die ein Pendel ruhig halten sollten und spezifisch instruiert wurden, es nicht in eine bestimmte Richtung schwingen zu lassen, produzierten Ausschläge in genau dieser Richtung.[1]

## Theorie
Nach Wegner wird jedes Bemühen, einen bestimmten Impuls zu unterdrücken, von der Besorgnis begleitet, dieser Impuls könnte trotzdem noch auftreten. Um dies zu verhindern, tritt ein innerer Monitor (eine Art Bewacherfunktion) in Kraft, der aber paradoxerweise alleine durch seine Existenz dafür sorgt, dass der jeweilige Gedankeninhalt besonders verfügbar bleibt und einem daher auch leichter einfällt. Wenn die kognitive Belastung durch weitere Anforderungen so groß wird, dass bewusste Ablenkung behindert wird, führt der Monitorprozess dazu, dass der Gedankeninhalt wieder in den Vordergrund tritt. „Jeder Versuch, die eigenen Gedanken unter Kontrolle zu bringen, trägt schon den Keim des Scheiterns in sich“.

## Auftreten in der Praxis
- Vergeblicher Versuch der Unterdrückung belastender Gedanken in einer Depression[3]
- Schlaflosigkeit (und der Versuch, nicht daran zu denken, dass man nicht einschlafen kann)[4]
- Selbstmord- und Selbstverletzungs-Fantasien[5]